# Santo Antônio do Pinhal
Santo Antônio do Pinhal é um município brasileiro do estado de São Paulo, na Região Metropolitana do Vale do Paraíba e Litoral Norte, Região Geográfica Imediata de Taubaté-Pindamonhangaba, Região Geográfica Intermediária de São José dos Campos. Sua população estimada para 2021 era de 6 843 habitantes.

## Estância climática
Santo Antônio do Pinhal é um dos 12 municípios paulistas considerados estâncias climáticas pelo estado de São Paulo, por cumprirem determinados pré-requisitos definidos por Lei Estadual. Tal status garante a esses municípios uma verba maior por parte do Estado para a promoção do turismo regional. Também, o município adquire o direito de agregar junto a seu nome o título de Estância Climática, termo pelo qual passa a ser designado tanto pelo expediente municipal oficial quanto pelas referências estaduais.

Panorama do Pico Agudo

## História
A cidade foi elevada a freguesia pela lei n.° 2 de 23 de março de 1861, pelo presidente da província de São Paulo, Antônio José Henriques. Ficaram fazendo parte da nova freguesia as fazendas de Manoel Antonio dos Santos, Francisca de Paula Oliveira Godoy e Gregorio José de Oliveira Costa.

## Geografia
Localiza-se a uma latitude 22°49'38" sul e a uma longitude 45°39'45" oeste, estando a uma altitude de 1.080 metros. Possui uma área de 133,008km².
A densidade demográfica em 2021 era de 53,63 hab/km².
Os municípios limítrofes são São Bento do Sapucaí a norte, Campos do Jordão a nordeste, Pindamonhangaba a leste, Monteiro Lobato a sudoeste e Sapucaí-Mirim (MG) a noroeste.

### Clima
Santo Antônio do Pinhal apresenta um clima temperado oceânico (Cfb), com temperaturas amenas no verão e baixas no inverno e chuvas bem distribuídas durante o ano.
| Dados climatológicos para Santo Antônio do Pinhal                | Dados climatológicos para Santo Antônio do Pinhal | Dados climatológicos para Santo Antônio do Pinhal | Dados climatológicos para Santo Antônio do Pinhal | Dados climatológicos para Santo Antônio do Pinhal | Dados climatológicos para Santo Antônio do Pinhal | Dados climatológicos para Santo Antônio do Pinhal | Dados climatológicos para Santo Antônio do Pinhal | Dados climatológicos para Santo Antônio do Pinhal | Dados climatológicos para Santo Antônio do Pinhal | Dados climatológicos para Santo Antônio do Pinhal | Dados climatológicos para Santo Antônio do Pinhal | Dados climatológicos para Santo Antônio do Pinhal | Dados climatológicos para Santo Antônio do Pinhal |
| Mês                                                              | Jan                                               | Fev                                               | Mar                                               | Abr                                               | Mai                                               | Jun                                               | Jul                                               | Ago                                               | Set                                               | Out                                               | Nov                                               | Dez                                               | Ano                                               |
| ---------------------------------------------------------------- | ------------------------------------------------- | ------------------------------------------------- | ------------------------------------------------- | ------------------------------------------------- | ------------------------------------------------- | ------------------------------------------------- | ------------------------------------------------- | ------------------------------------------------- | ------------------------------------------------- | ------------------------------------------------- | ------------------------------------------------- | ------------------------------------------------- | ------------------------------------------------- |
| Temperatura máxima média (°C)                                    | 26,1                                              | 26,0                                              | 25,7                                              | 24,0                                              | 22,3                                              | 21,2                                              | 21,4                                              | 23,1                                              | 24,5                                              | 24,8                                              | 25,2                                              | 25,2                                              | 26,1                                              |
| Temperatura mínima média (°C)                                    | 15,6                                              | 15,9                                              | 15,0                                              | 12,5                                              | 9,7                                               | 8,2                                               | 7,7                                               | 8,9                                               | 10,8                                              | 12,8                                              | 13,6                                              | 14,9                                              | 7,7                                               |
| Precipitação (mm)                                                | 276,4                                             | 248,2                                             | 204,9                                             | 107,7                                             | 62,6                                              | 48,6                                              | 31,5                                              | 37,6                                              | 73,1                                              | 155,1                                             | 184,6                                             | 272,3                                             | 1 702,9                                           |
| Fonte: UNICAMP - Centro de Pesquisas Meteorológicas e Climáticas |                                                   |                                                   |                                                   |                                                   |                                                   |                                                   |                                                   |                                                   |                                                   |                                                   |                                                   |                                                   |                                                   |

### Hidrografia
- Nascente do rio Sapucaí Mirim, dentro da cidade recebe o nome de Ribeirão da Prata, ribeirão do Lageado, Melos, Paiol Velho, do Rio Preto, do Cassununga.

### Rodovias
- SP-46
- SP-50
- SP-123

### Ferrovias
- Estrada de Ferro Campos do Jordão
- Estação Eugênio Lefévre

## Demografia

### População
| Crescimento populacional                             | Crescimento populacional | Crescimento populacional | Crescimento populacional |
| Ano                                                  | População Total          |                          | %±                       |
| ---------------------------------------------------- | ------------------------ | ------------------------ | ------------------------ |
| 1960                                                 | 4 652                    |                          | —                        |
| 1970                                                 | 5 479                    |                          | 17,8%                    |
| 1980                                                 | 5 359                    |                          | −2,2%                    |
| 1991                                                 | 5 355                    |                          | −0,1%                    |
| 2000                                                 | 6 328                    |                          | 18,2%                    |
| 2010                                                 | 6 486                    |                          | 2,5%                     |
| 2022                                                 | 7 133                    |                          | 10,0%                    |
| Est. 2024                                            | 7 294                    | [ 9 ]                    | 2,3%                     |
| Fontes: Censos Demográficos IBGE e Estimativas SEADE |                          |                          |                          |

## Infraestrutura

### Comunicações
O primeiro telefone da cidade foi instalado em 1908, depois foi incorporado a EFCJ que fazia a manutenção. O sistema de telefones automáticos foi inaugurado na cidade em 1977 pela Telecomunicações de São Paulo (TELESP), que também implantou o sistema de discagem direta à distância (DDD) em 1988 com o código de área (0122). Anteriormente a cidade era atendida pela Companhia de Telecomunicações do Estado de São Paulo (COTESP).
Na década de 90 o código DDD da cidade foi alterado para (012), para padronização do sistema telefônico com a telefonia celular que estava sendo implantada em todo o estado.

## Religião
O Cristianismo se faz presente na cidade da seguinte forma:

### Igreja Católica
- A igreja faz parte da Diocese de Taubaté.[18]

### Igrejas Evangélicas
- Assembleia de Deus Ministério do Belém.[19][20]
- Congregação Cristã no Brasil.[21]